# Hundred Islands National Park

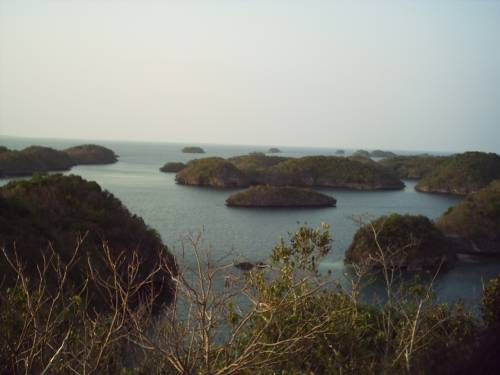
Enkele van de 123 eilanden, gezien vanaf Governor Island.

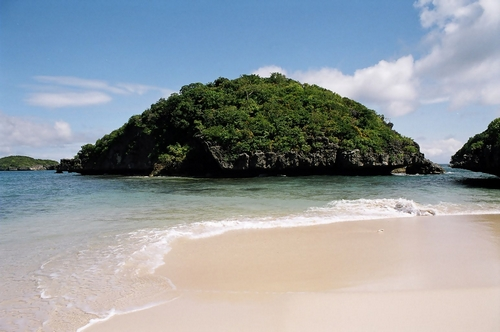
Een van de 123 eilanden in het nationaal park

Het Hundred Islands National Park is een nationaal park in de Filipijnse provincie Pangasinan. Het park voor de kust van Alaminos in de Golf van Lingayen omvat 123 eilanden (124 bij eb) en beslaat een totale oppervlakte van 18,44 km². Drie van de eilandjes werden ontwikkeld ten behoeve van toerisme: Governor Island, Quezon Island en Children's Island.

## Fauna
In 2010 werd onderzoek gedaan naar de in het park levende diersoorten. Er leven onder andere varanen, java-apen en loewaks. Ook vindt men er grote schildpadsoorten als de warana en de soepschildpad, zeeslangen, zoals Laticauda colubrina en doejongs.